# Mérges
Mérges község Győr-Moson-Sopron vármegyében, a Téti járásban.

## Fekvése
A Rába folyó völgyében, annak bal partján, egy patkó alakú kanyarulatban fekszik.

### Megközelítése
Zsáktelepülés, közúton csak a 8417-es útból Rábacsécsény északi külterületei közt kiágazó 84 129-es számú mellékúton érhető el.
Az ország távolabbi részei felől a legegyszerűbben a 85-ös főúton közelíthető meg, amelyről Enese központjában kell dél felé kanyarodni; a község a letéréstől mintegy 5 kilométerre fekszik.
Vasútvonal nem érinti, a legközelebbi vasúti csatlakozási lehetőséget a Győr–Sopron-vasútvonal Enese vasútállomása kínálja.

## Története
Mérges környéke már a honfoglalás előtt lakott hely volt. Ásatások bizonyítják, hogy veterán római katonák telepe volt itt. A község határában több ízben találtak avar sírokat. Mérges a honfoglalás után magyarokkal népesült be. Első ismert birtokosa a téti Pok (Poky, Puk) család volt. A község ura a 15. században Mérges Miklós lett, aki várat emeltetett és kőhidat építtetett a Rábán.

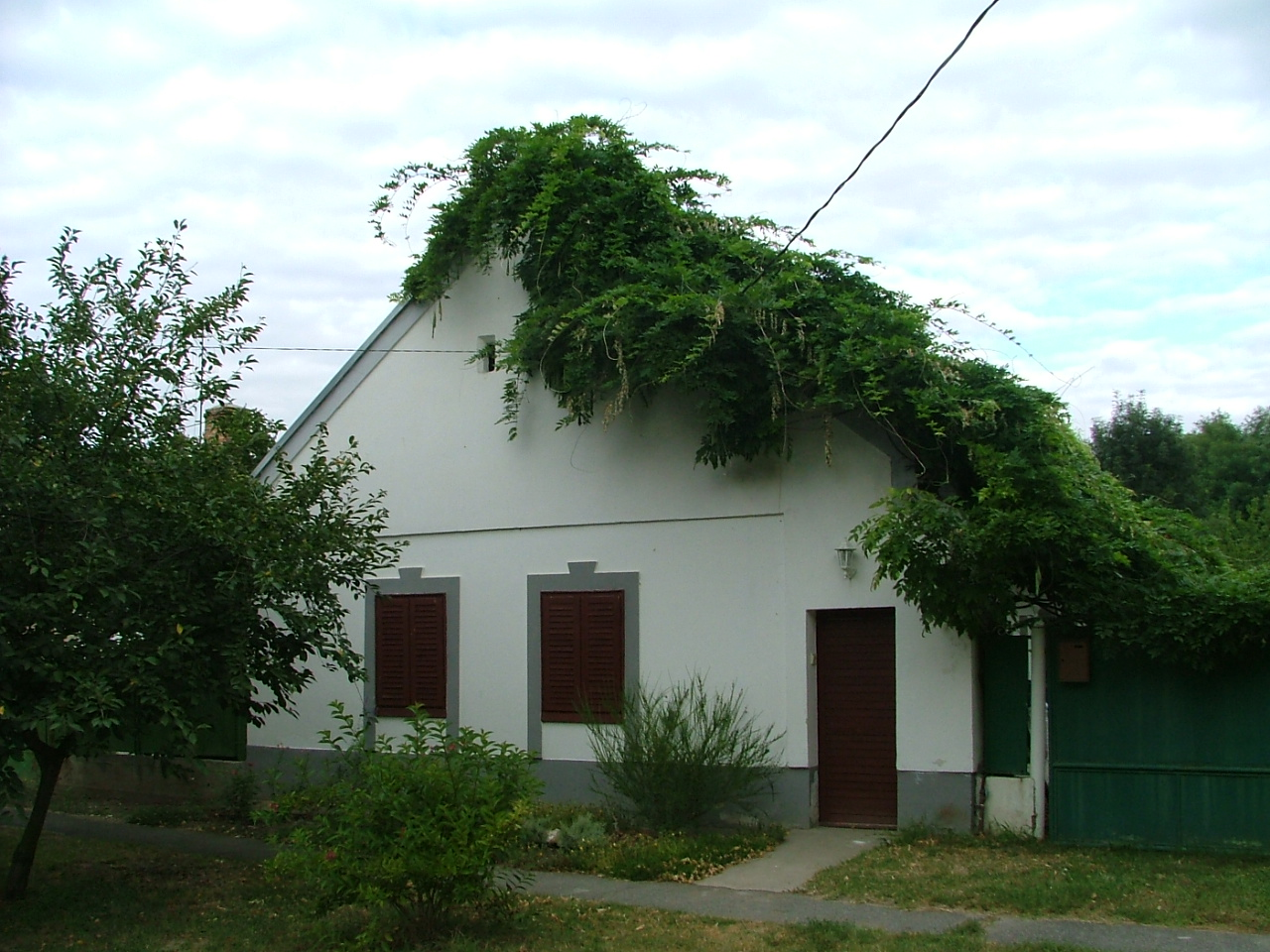
Jellegzetes lakóház

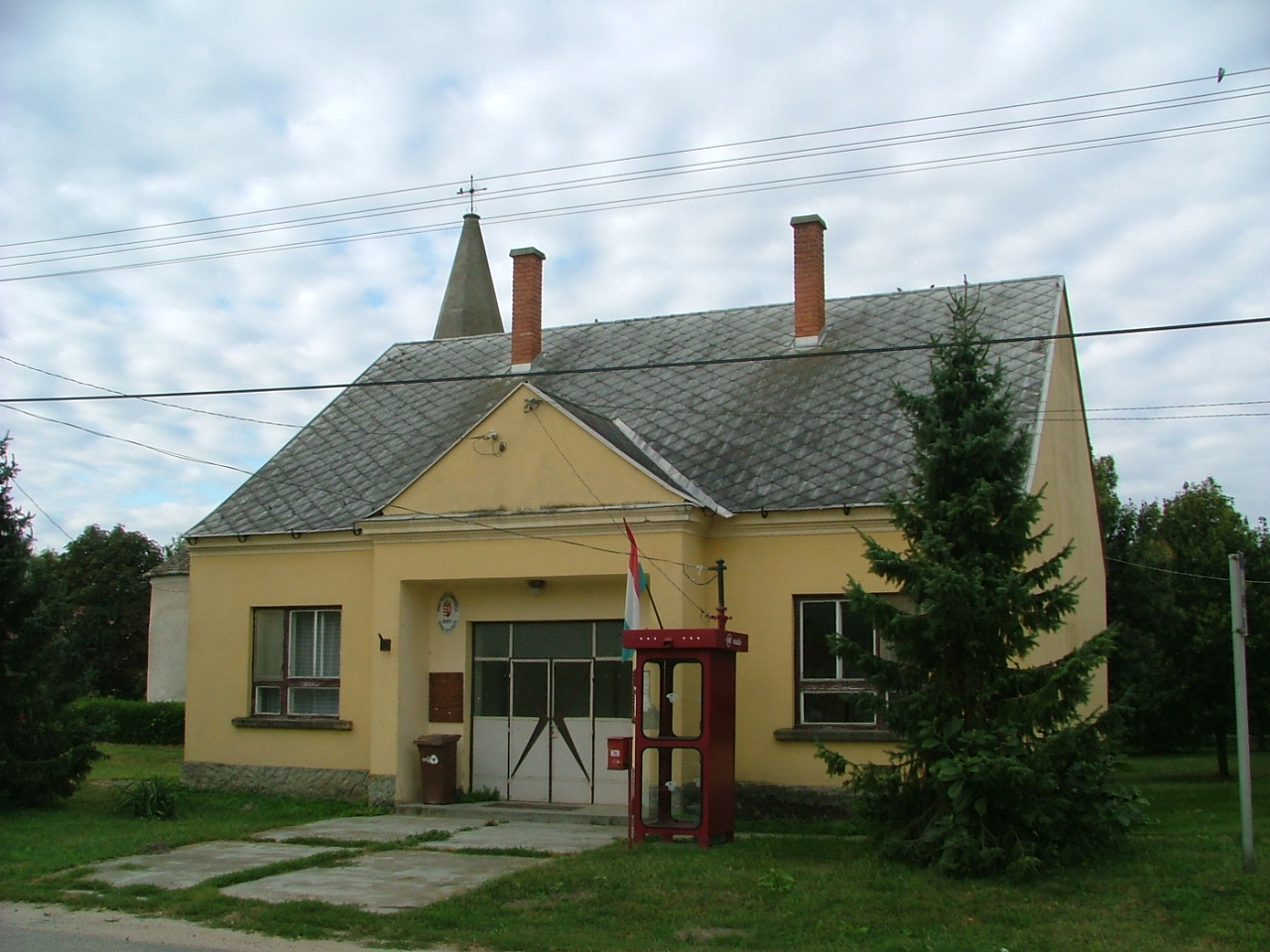
Hivatali kirendeltség

1509-ben Nádasdy Tamás foglalta el a községet. Úgy látszik, a Pokyak ismét visszaszerezték, mert az 1582. évben a török csapások elhárítására a Tóköz védelmére itt gróf Cseszneky János felügyelete alatt várat emeltek, aminek az első kapitánya Poky Mihály lett. E vár a községtől keletre, mintegy 4–500 m-re, a Rába folyó mellett állt egészen 1683-ig, amikor is a Bécs ellen vonuló török had a községgel együtt elpusztította.
Később több földesúri család szerzett itt birtokot. Közülük nevezetesebb az Ostffy család. A várral egyidőben épült a templom is. Valószínű, hogy a templom vagy az 1852. évben, vagy kevéssel később épült meg. Az evangélikus gyülekezet hozta létre, kelet-nyugati tájolással, félkör alakú szentéllyel és toronnyal. Erős bolthajtása volt, s mivel védelmi célokat is szolgált, kőfal, sánc és mély árok vette körül. Mellette régi szokás szerint a temető és a cinterem állt.
1787-ben a régi templomfalakra felépülő templom közepén ásott nagy meszesgödörből tömérdek hadianyag, régi kard, puska, dárda és mintegy 30 db kisebb-nagyobb ágyúgolyó került elő. A legnagyobbat, egy 34 fontos ágyúgolyót az örök emlékezet okából befalazták a templom tűzfalába, majd egyet az 1835-ben épült torony oldalába is.
Az 1698. évi katolikus egyházlátogatás alkalmával 21 házat, 22 házaspárt, összesen 83 főt, ebből 41 felnőttet számláltak. A vallási megoszlásuk 10 fő katolikus, 5 fő református, 26 fő evangélikus volt. Az 1763. évi földrengés a már romos templomot teljesen tönkretette. Az új templom felavatása 1788-ban Vízkereszt napjára esett. Az 1806. évi himlőjárványnak egy év alatt 52 áldozata volt. Az 1832. és 1857. évben kolera tizedelte a lakosságot. Ezeknek a nagy járványoknak, továbbá a határt gyakran elborító árvizeknek, majd később a szerencsétlenül megoldott Rába-szabályozásnak tulajdonítható, hogy a község visszafejlődött, s később a kivándorlások miatt elnéptelenedett. Az 1782. évben még 232 lakosa volt a falunak, míg 1930-ban már csak 216 fő.
1809-ben a franciák Mérgest is megszállták, de senkit nem bántottak és nem is sarcoltak, csupán a község ládáját törték fel, és a pénzt magukhoz véve távoztak. 1827-ben hagyaték útján vált lehetővé a templom renoválása, s az új torony építése is. 1873-ban tűz ütött ki a községben. A falu nagyobb része, a lelkészlak a tanítólakással együtt, porig égett. Az ismétlődő nagy árvizek a lakosság nagy részét koldusbotra juttatták. Emiatt kivándorlásra kényszerültek.
1905-ben fejeződött be a 4 évig tartó Rába-szabályozás, melyből a mérgesieknek nem sok hasznuk volt, mert a mederrel a községet elvágták határától. A hidat oly lelkiismeretlenül építették meg, hogy az másfél év múlva leszakadt. A hosszú pereskedés vége az lett, hogy a falu híd nélkül maradt, s meg kellett elégednie a bizonytalan, vesződséges kompjárattal. Ezzel ismét megkezdődött a község visszafejlődése, haldoklása. A 20. század első évtizedeiben a település a rábacsécsényi körjegyzőséghez tartozott. Az első világháborúban 52 férfi vett részt. Hősi halált halt 12 fő, többen megrokkantak, illetve hadifogságba estek. A második világháborús veszteségek nem ismertek. A kis település sorsa 1945 után osztozott, sőt egybeforrt a szomszédos községekével.

## Gazdaság, infrastruktúra

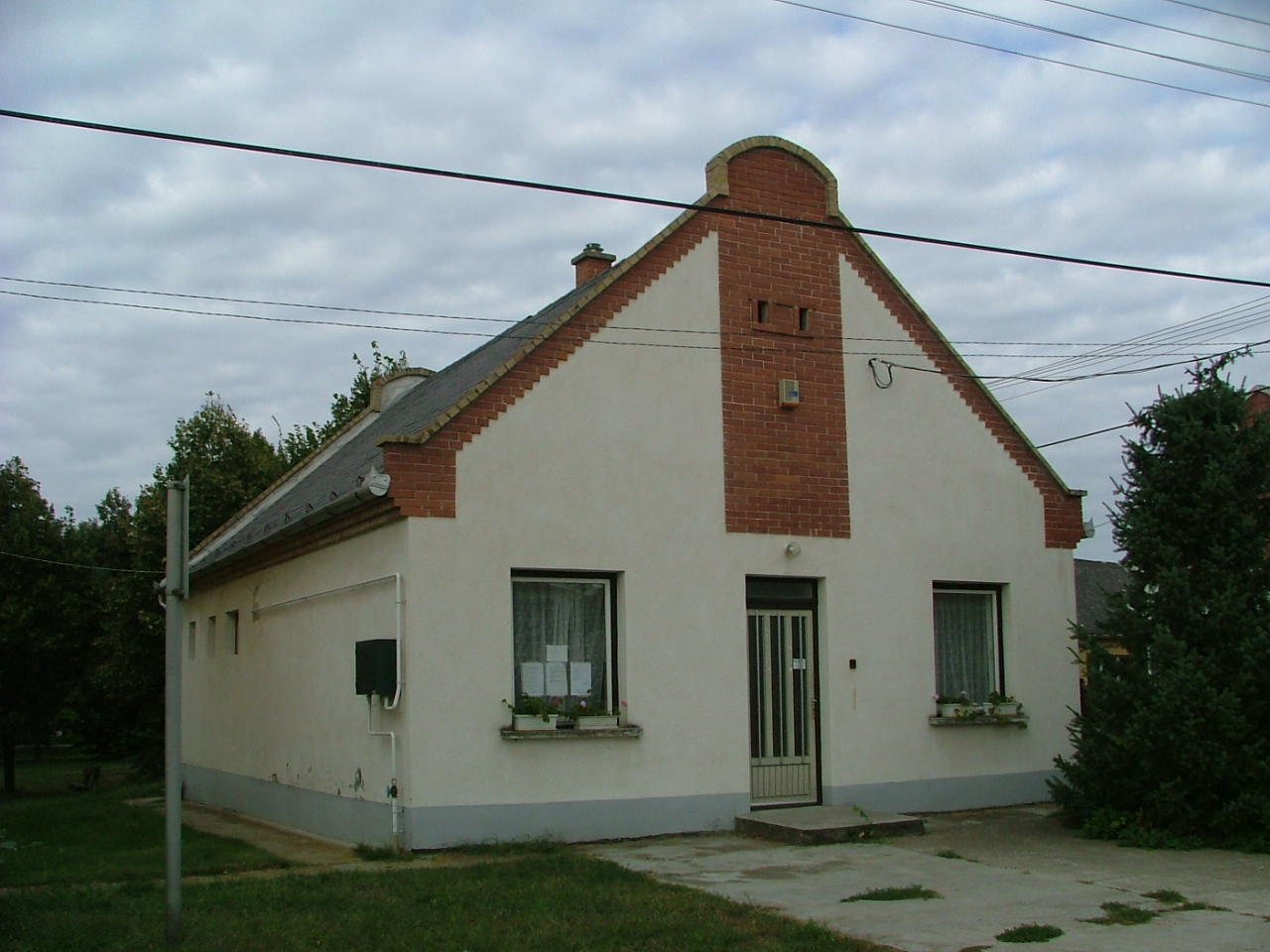
Tájjellegű házban orvosi rendelő

A település mezőgazdasági jellegű. A termelőszövetkezetesítés miatt sokan vándoroltak az iparba. A falu a tanácsrendszer alatt Rábaújfaluval Rábacsécsény és Rábaszentmihály) közös tanács társközsége volt. A falunak önálló önkormányzata van. Jelenleg a rábacsécsényi körjegyzőség látja el az igazgatási munkát.
A községben a háziorvosnak rendelőt alakítottak ki. A felújított rendelő külső alakja emlékeztet a kisalföldi házépítési hagyományokra. A falura az elöregedés a jellemző. A termelőszövetkezeti időkben kb. 300 fő vándorolt el a településről. A helybeli mezőgazdasági foglalkoztatáson kívül 10 fő ingázik, ők Győrbe járnak dolgozni. A községben lévő kisvállalkozások gabonatermesztéssel és állattartással foglalkoznak. Az elmúlt években 40 fő váltott őstermelői igazolványt.
A víz- és szennyvízelvezetési szolgáltatást a győri Pannonvíz Rt. végzi. A szilárd hulladék elszállítását a Győri Kommunális Szolgáltató Kft. látja el. Korszerű távhívó rendszerű telefonhálózattal rendelkezik. 1997-ben elkészült a vezetékes gáz gerincvezetéke, és a következő évben a rákötések is megtörténtek. Megvalósult a község életében legnagyobb beruházás, a csatornázás is. A következő években az utak, járdák helyreállítása, modernizálása képezheti az önkormányzat legfőbb feladatát.

## Közélete

### Polgármesterei
- 1990–1994: Dombi László (független)[3]
- 1994–1998: Dombi László (független)[4]
- 1998–2002: Dombi László (független)[5]
- 2002–2006: Dombi László (független)[6]
- 2006–2008: Balázs Vince (független)[7]
- 2008–2010: Balázs Vince (független)[8]
- 2010–2014: Balázs Vince (független)[9]
- 2014–2019: Balázs Vince (független)[10]
- 2019–2024: Balázs Vince (független)[11]
- 2024– : Balázs Vince (Fidesz-KDNP)[1]

A településen 2008. november 16-án időközi polgármester-választást tartottak, az előző polgármester lemondása miatt. Lemondása ellenére Balázs Vince elindult az időközi választáson, és (lévén, hogy egyedüli jelölt volt) meg is nyerte azt.

## Népesség
A település népességének változása:
| Lakosok száma | 84   | 79   | 85   | 117  | 92   | 107  | 104  |
|               | 2013 | 2014 | 2015 | 2021 | 2022 | 2023 | 2024 |

A 2011-es népszámlálás során a lakosok 100%-a magyarnak mondta magát. A vallási megoszlás a következő volt: római katolikus 26,6%, református 6,3%, evangélikus 53,2%, felekezeten kívüli 3,8% (5,1% nem nyilatkozott).
2022-ben a lakosság 90,2%-a vallotta magát magyarnak, 1,1% németnek, 1,1% cigánynak, 2,2% egyéb, nem hazai nemzetiségűnek (9,8% nem nyilatkozott; a kettős identitások miatt a végösszeg nagyobb lehet 100%-nál). Vallásuk szerint 28,3% volt római katolikus, 19,6% evangélikus, 4,3% református, 7,6% felekezeten kívüli (39,1% nem válaszolt).